# Carmelo Di Bella

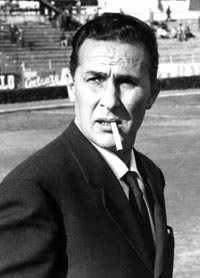
Carmelo Di Bella (1964)

Carmelo Di Bella (* 30. Januar 1921 in Catania; † 9. September 1992 in Palermo) war ein italienischer Fußballspieler und späterer -trainer.
Schon als Aktiver regional erfolgreich, avancierte er später zu einem der erfolgreichsten süditalienischen Trainer und erhielt in Anlehnung an den berühmten Trainer von Inter Mailand, Helenio Herrera, den Spitznamen Herrera del sud.

## Spielerkarriere
Carmelo Di Bella wurde am 30. Januar 1921 in der sizilianischen Stadt Catania geboren. Dort erlernte er auch das Fußballspielen und agierte seit seiner Jugend beim dortigen Klub AC Catania. 1938 debütierte Di Bella schließlich mit siebzehn Jahren in der ersten Mannschaft des damaligen Drittligisten. Bereits in seiner ersten Spielzeit dort schaffte der junge Mittelfeldspieler mit seinem Team den Aufstieg in die zweitklassige Serie B, wo man sich jedoch nicht lange halten konnte und nach nur einem Jahr wieder den Gang zurück in die Drittklassigkeit antreten musste. Carmelo Di Bella blieb seinem Arbeitgeber nach dem Abstieg weiter treu und spielte noch ein Jahr in der Serie C für den AC Catania, es wurde jedoch nur ein enttäuschender sechster Tabellenplatz belegt.
1941 schloss sich Carmelo Di Bella dem sizilianischen Lokalrivalen US Palermo an, der damals unter dem Namen US Palermo-Juventina auflief. In Palermo verbrachte Di Bella viele Jahre seiner fußballerischen Laufbahn, er blieb dort bis ins Jahr 1949. Wie schon beim AC Catania gelang dem Mittelfeldakteur in seiner ersten Spielzeit beim Verein der Aufstieg von Liga drei in Liga zwei. Dort angekommen, wurde man jedoch sogleich vom Spielbetrieb ausgeschlossen. In den Wirren des endenden Zweiten Weltkriegs erlebte Palermo eine Neugründung seines Fußballvereins einhergehend mit Neustart in der höchsten sizilianischen Liga. Von dort aus arbeitete sich der jetzt in US Palermo umbenannte Klub nach Kriegsende langsam aber sich nach oben. Vom Campeonato Siciliano aus führte der Weg über die Serie D, die Serie C und die Serie B schließlich zum zweiten Mal in der Vereinsgeschichte in die erste italienische Fußballliga, die Serie A. Carmelo Di Bella war Teil dieser Aufstiegsmannschaft und absolvierte in der Serie B 1947/48 alle möglichen dreißig Ligaspiele. Nach dem Aufstieg in die erste Liga büßte Di Bella seinen Stammplatz jedoch ein und kam in der Serie A 1948/49 nur zu neun Ligaspielen. Seine Mannschaft indes erzielte als Aufsteiger mit Rang elf einen Platz im absolut gesicherten Mittelfeld der italienischen Eliteliga.
Im Sommer 1949 kehrte Carmelo Di Bella dem US Palermo den Rücken und wechselte zu Igea Virtus. Beim damaligen Drittligisten, der heute arg in der Versenkung verschwunden ist, kickte Di Bella zwei Jahre und stieg im zweiten Jahr aus der Serie C ab. Daraufhin schloss er sich dem vormaligen Ligakonkurrenten SC Marsala an, mit dem er ebenfalls abstieg. Danach spielte Di Bella noch zwei Jahre für die US Akragas, ehe er seine fußballerische Laufbahn 1954 im Alter von 33 Jahren beendete.

## Trainerkarriere
Bereits bei Igea Virtus, Marsala und Akragas arbeitete Carmelo Di Bella neben seiner Spielertätigkeit gleichzeitig auch als Cheftrainer. Nachdem er bei Akragas 1954 seine fußballerische Karriere beendet hatte, wurde er zur kommenden Spielzeit Übungsleiter bei Terranova Gela, das er zu einem fünften Platz in der Promozione Siciliana führte. Im Jahr darauf coachte er AS Termini Imerese in gleicher Liga und erreichte einen achtbaren dritten Tabellenplatz.
Im Sommer 1957 kehrte Carmelo Di Bella zu seinem Heimatverein nach Catania zurück, der mittlerweile unter dem Namen CC Catania lief. Hier trainierte er erst ein Jahr lang die Jugendmannschaft, ehe er im Verlauf der Zweitligasaison 1958/59 vom entlassenen Blagoje Marjanović das Traineramt der ersten Mannschaft übernahm. In der Folge arbeitete Di Bella acht Jahre lang von Ende 1958 bis zum Sommer 1966 als Trainer von CC Catania und erlebte mit dem Verein eine sehr erfolgreiche Zeit. Nachdem er 1958/59 noch den Klassenerhalt geschafft hatte, führte Di Bella sein Team im darauffolgenden Jahr als Dritter der Serie B einzig hinter dem AC Turin sowie dem AC Lecco zum zweiten Mal in dessen Vereinsgeschichte zum Aufstieg in die Serie A. Dort wusste man sich diesmal im Gegensatz zum ersten, nur einjährigen Intermezzo in der italienischen Eliteliga, auch zu etablieren. Als Aufsteiger belegte das Catania von Carmelo Di Bella in der Serie A 1960/61 einen überraschend guten achten Tabellenplatz und hatte mit dem Abstiegskampf über die gesamte Saison hinweg nichts zu tun. Nach Platz elf und vierzehn in den beiden darauffolgenden Spielzeiten führte Di Bella seine Mannschaft in der Saison 1963/64 erneut auf den achten Platz, im Jahr danach gelang die Wiederholung dieses Erfolges. Die Serie A 1965/66 geriet dann allerdings zu einer eher weniger erfolgreichen Spielzeit für CC Catania. Die Mannschaft spielte von Beginn an gegen den Abstieg und musste nach dem Ende aller Spieltage als Vorletzter der Serie A mit nur 22 erreichten Punkten den Gang in die Zweitklassigkeit antreten. Nach dem Abstieg verließ Carmelo Di Bella CC Catania und wurde im Traineramt durch Dino Ballacci ersetzt. Rückblickend ist zu sagen, dass der Fußball in Catania unter der Ägide Carmelo Di Bellas einen erheblichen Aufschwung erfuhr, der den Klub erstmals langfristig in die Beletage des italienischen Fußballs brachte. Aufgrund seiner Erfolge mit CC Catania und einer vergleichbaren Spielphilosophie erhielt Di Bella den Beinamen Herrera del Sud in Anlehnung an Helenio Herrera, damals Trainer der weltweit erfolgreichen Mannschaft von Inter Mailand.
Nach einer einjährigen Tätigkeit bei der US Catanzaro wurde Carmelo Di Bella 1967 neuer Trainer des SSC Palermo. In seiner ersten Spielzeit wurde er Erster der Serie B mit einem Vorsprung von vier Punkten vor Hellas Verona und schaffte mit Palermo den Aufstieg in die Serie A. Dort hielt man sich im ersten Jahr mit Platz elf, im zweiten Jahr musste als Vorletzter mit vier Punkten Rückstand auf das rettende Ufer jedoch der Gang zurück in die Serie B angetreten werden. Nachdem auch dort der Saisonstart völlig missriet, wurde Carmelo Di Bella nach dem achtzehnten Spieltag entlassen, was den ersten Rauswurf in seiner nunmehr schon fast zwanzigjährigen Trainerkarriere bedeutete. Danach kehrte Di Bella nach Catania zurück und führte den Klub zu zwei ordentlichen Platzierungen in der Serie B.
Es folgte von 1973 bis 1974 ein Engagement als so genannter Feuerwehrmann bei der US Catanzaro, als er den Klub vor dem Abstieg aus der Serie B rettete. Danach war er zwei Jahre bei der AC Reggiana als Trainer tätig, was sein einziges Traineramt überhaupt im Norden Italiens darstellte. Mit Reggiana stieg Carmelo Di Bella 1976 aus der Serie B ab. Gleiches ereilte ihn bei seiner dritten Tätigkeit in Catania in der Saison 1976/77, als man am Ende ebenfalls in die Serie C abstieg. Mit diesen Abstiegen endete die Trainerkarriere von Carmelo Di Bella so langsam. Nach 1977 nahm er keinen Job mehr an, abgesehen von einer kurzen Tätigkeit beim SSC Palermo 1981, mit dem er auf der Zielgerade der Zweitligasaison noch den Klassenerhalt schaffte.

## Erfolge

### Als Spieler
- Serie B: 1×

1947/48 mit der US Palermo
- Serie C: 2×

1938/39 mit dem AC Catania
1941/42 mit Palermo-Juventina

### Als Trainer
- Serie B: 2×

1959/60 mit CC Catania
1967/68 mit dem SSC Palermo
- Italienischer Trainer des Jahres: 1×

1967/68 als Coach des SSC Palermo